# Morrissey (Colombie-Britannique)
Pour les articles homonymes, voir Morrissey (homonymie).
Morrissey est une ville fantôme située dans la région d'East Kootenay en Colombie-Britannique, Canada. La ville est située au sud de Fernie. Un camp d'internement a été installé dans des locaux loués à Morrissey de juin 1915 à octobre 1918.